# Adrianhjelm
M15 adrianhjelm (fransk: Casque Adrian) var en kamphjelm, udleveret til brug i den franske hær under 1. verdenskrig. Det var den første standardhjelm i den franske hær og blev designet da millioner af franske tropper blev engageret i skyttegravskrig og sår i hovedet blev hyppige på slagmarken. Den introduceredes i 1915 og var den første moderne stålhjelm. Den tjente som grundlag for hjelme i mange hære et godt stykke ind i 1930'erne. Hjelmen var oprindeligt beregnet til infanterister, men blev i modificeret form også brugt i kavaleriet og hos kampvognsbesætninger. En efterfølgende udgave, M26, blev anvendt under 2. verdenskrig.
Formen kendes også fra kedelhjelme, der blev brugt over hele Europa i middelalderen.